# Kalomo (Sambia)
Kalomo ist eine Kleinstadt in der Südprovinz von Sambia am Fluss Kalomo. Der Ort Kalomo hat 30.781 Einwohner (2022) und liegt etwa 1240 Meter über dem Meeresspiegel. Er ist Sitz der Verwaltung des gleichnamigen Distrikts.

## Geografie
Sie befindet sich 400 Kilometer südwestlich von Lusaka und 150 Kilometer nordwestlich von Livingstone an der Eisenbahnstrecke und Fernstraße T1 zwischen diesen beiden Städten. Der Distrikt Kalomo ist 8374 km² groß und zählt 277.200 Einwohner (2019).

## Politik

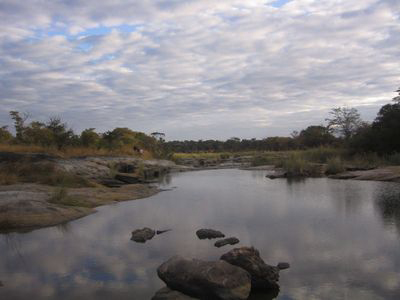
Der Fluss Kalomo bei Namwianga, fünf Kilometer südlich der Stadt Kalomo

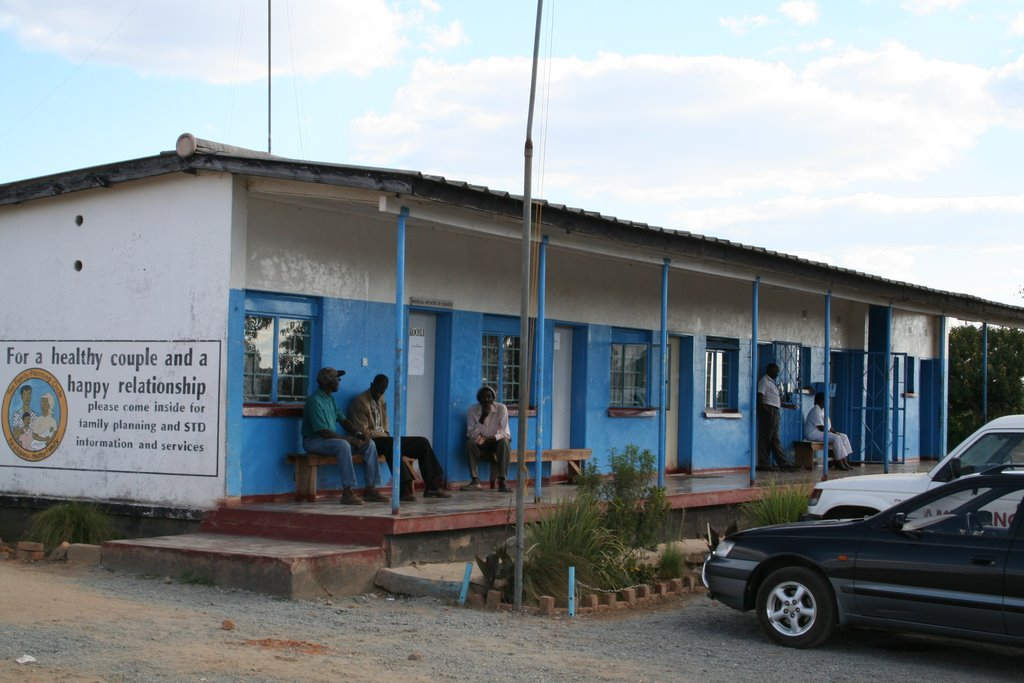
Staatliches Krankenhaus Kalomo: ein Arzt, Bettwäsche ist mitzubringen, Eisenbetten mit Schaumstoffmatratzen sind vorhanden.

Die Ursprünge von Kalomo gehen bis auf 1900 zurück. Es war von 1902 bis 1907 die Hauptstadt von Nordrhodesien. Das „Administrator's House“ aus dieser Zeit steht noch. Doch ab 1950 hörte die Entwicklung weitgehend auf und die Abwanderung begann. Viele Menschen zogen in die nahen Kafue-Auen. Dann zog der Stadtrat die Konsequenzen und beschloss einen Entwicklungsplan 2000–2004, der von verschiedenen deutschen Entwicklungsorganisationen unterstützt wurde, darunter die GTZ und die evangelische Kirche mit Schulen und einer Landwirtschaftlichen Versuchs- und Lehranstalt. Die politische Aufmerksamkeit richtete sich auf Trinkwasserversorgung und Abwasserentsorgung, Straßenbau sowie soziale Infrastruktur wie Schulen und Krankenhäuser. Kalomo bekam zwei neue Kliniken neben der nahen Namwianga Mission, die als Zambia Medical Mission aus Abilene, Texas, USA finanziert und mit 200 US-Amerikanern betrieben wird, erneuerte Straßen und neue Schulen. Für die Lehrerausbildung wurde in Namwianga das George Benson Christian College gegründet. Die Bevölkerung wuchs wieder. Die Ernteerträge stiegen.

## Infrastruktur
Es gibt eine ungeteerte 1000-Meter-Flugpiste.

## Tourismus
In drei Kilometer Entfernung von Kalomo, in Kalundu Mound, finden sich Reste einer Siedlung der „Dambwa-Gruppe“ aus dem 9.–12. Jahrhundert, den ersten Ackerbauern in dieser Region, die die Jäger und Sammler der „Kalundu-Gruppe“ assimilierte. Einige halten eine Siedlung schon im 4. Jahrhundert für möglich, was ohne eine naturwissenschaftliche Datierung der Artefakte jedoch kritisch betrachtet werden muss. Sambische Archäologen sprechen auch von der Kalomo-Tradition. Die Ausgrabungen fanden Ende der 1950er, Anfang der 1960er Jahre statt, als die Straße gebaut wurde.

## Demografie
| Jahr | Einwohnerzahl |
| ---- | ------------- |
| 1990 | 8386          |
| 2000 | 11.004        |
| 2010 | 15.394        |
| 2022 | 30.781        |